# Östasiatiska religioner
Östasiatiska religioner är ett samlande namn för religioner i Östasien, som bland annat omfattar det kinesiska kulturområdet, Korea och Japan. Några sådana religioner är daoism, konfucianism och shinto.
Till östasiatiska religioner räknas även religiösa läror med ursprung från andra länder, som blivit en del av det östasiatiska kulturarvet. Ett sådant exempel är bland annat zenbuddhism.